# Französisch für Anfänger
Französisch für Anfänger ist eine deutsch-französische romantische Filmkomödie des Regisseurs Christian Ditter aus dem Jahr 2006. Der Spielfilm basiert auf einem Drehbuch Ditters und thematisiert die jugendliche Liebesgeschichte zwischen den beiden Münchner Mitschülern Henrik und Valerie, gespielt von François Goeske und Paula Schramm, die sich während eines Schüleraustauschs in Frankreich, der durch sprachliche Probleme und kulturelle Unterschiede erschwert wird, annähern. Neben Goeske und Schramm traten unter anderem Lennard Bertzbach, Thaddäus Meilinger und Christian Tramitz vor die Kamera.
Realisiert wurde die Romantikkomödie von der NEOS Film in Co-Produktion mit der Rat Pack Filmproduktion und Hector Films mit Mitteln deutscher und französischer Filmfördergelder. Die Dreharbeiten fanden von August bis September 2005 in München, Paris sowie den Gemeinden Saint-Martin-en-Haut und Saint-Symphorien-sur-Coise statt. Die Veröffentlichung des Films erfolgte am 8. Juni 2006 in Deutschland. Kritikern bewerteten Französisch für Anfänger überwiegend positiv und verglichen die Produktion mit der französischen Teenager-Komödie La Boum – Die Fete aus dem Jahr 1980.

## Handlung
Gymnasiast Henrik hasst den Französisch-Unterricht bei Monsieur Nouvelleville und entwickelt eine Abneigung gegen alles, was mit dem Nachbarland zu tun hat. Doch dann verliebt er sich ausgerechnet in seine Mitschülerin Valerie, die wegen ihrer französischen Mutter mit der Sprache und Kultur vertraut ist und sich deshalb an der Organisation eines Schüleraustauschs beteiligt. Um ihr seine Liebe zu beweisen, nimmt Henrik gemeinsam mit seinem Freund Johannes an dem Austausch teil.
Da Henrik jedoch kaum Französisch spricht, erweist sich die Kommunikation als äußerst schwierig. Nachdem er bei einem Zwischenaufenthalt in Paris die Chance verpasst hat, seiner Geliebten näher zu kommen, erfährt er bei der ersten Begegnung mit den einheimischen Schülern schockiert, dass Valerie bereits einen französischen Freund hat. Nun ist Henrik nicht nur eifersüchtig auf Mathieu, sondern auch frustriert wegen der für ihn ungewohnten Gepflogenheiten der Franzosen, die er bei seinem auf einem Bauernhof lebenden Austauschpartner Cyril kennenlernt.
Zunächst verärgert Henrik Valerie mit seinen Angriffen auf Mathieu, doch kurze Zeit später erfährt er, dass sie sich von ihm getrennt hat, weil Mathieu mit seiner Mitschülerin Charlotte fremdging. Nun ist sie bereit für ein Rendezvous mit dem schüchternen, aber ehrlichen Jungen. Das junge Paar verabredet sich zu einer Party. Allerdings hat Henrik nicht berücksichtigt, dass es in Frankreich am späten Abend sehr umfangreiche Mahlzeiten gibt. Als er mit großer Verspätung bei der Party eintrifft, kommt ihm die Französin Charlotte in die Quere. Sie unterhält sich in englischer Sprache mit ihm und versucht, ihn sexuell zu verführen. Nachdem Valerie hemmungslos Alkohol konsumiert hat, bringt Henrik sie nach Hause und widersteht der Versuchung, ihren betrunkenen Zustand auszunutzen.
Bei der Abschlussfeier mit allen Teilnehmern beeindruckt er Valerie, indem er, statt eine Dankesrede zu stottern, das Chanson „Bonsoir mes amis“ (Gute Nacht, Freunde) anstimmt. Doch Charlotte lässt nicht locker, küsst ihn im Bett, besucht Henrik in dessen Gastfamilie, und sie erfährt nach paar Unterbrechungen von Henriks deutschen Hör-auf-Versuchen, dass er in Valerie verliebt ist. Als Valerie die beiden zusammen im Bett sieht, will sie verärgert zu ihrem Onkel in die Bretagne fahren. Henrik erfährt im letzten Moment von diesem Plan und entführt den Reisebus der Gruppe, um sie am Bahnhof noch abzufangen. Dort kann er sie von seiner ehrlichen Liebe überzeugen, woraufhin Valerie ihm vergibt und sie einander küssen.

## Produktion
Regisseur und Drehbuchautor Christian Ditter verarbeitete in dem Film, dessen französischer Titel Échangé übersetzt „ausgetauscht“ heißt, eigene Erfahrungen als 16-jähriger Schüler in der Region Rhône-Alpes. Ditter hatte zu Schulzeiten an einem Gütersloher Gymnasium selbst einen Schüleraustausch erlebt und diesen als Hintergrund für sein Spielfilm-Debüt gewählt. Das
Treatment zum Film verfasste er in einer Nacht, eine erste Drehbuchfassung stand nach wenigen Wochen. Während der Schreibphase kehrte Ditter an seinen damaligen Wohnort, die Gemeinde Saint-Symphorien-sur-Coise, zurück, um sich dort mit früheren Bekannten zu treffen und weiter für das Skript inspirieren zu lassen. Inhaltlich unternahm Ditter von Anfang an den Versuch, sich stark von anderen Jugendkomödien, in denen nach eigenen Aussagen oft bloß „Sex im Mittelpunkt“ stehe und es „schnöde um das erste Mal“ gehe, zu distanzieren. Er bezeichnete Französisch für Anfänger im Gegensatz dazu als einen „echten Liebesfilm für Teenager, in dem Verliebtheit, tiefe Gefühle und emotionale Erfahrungen im Mittelpunkt stehen“.

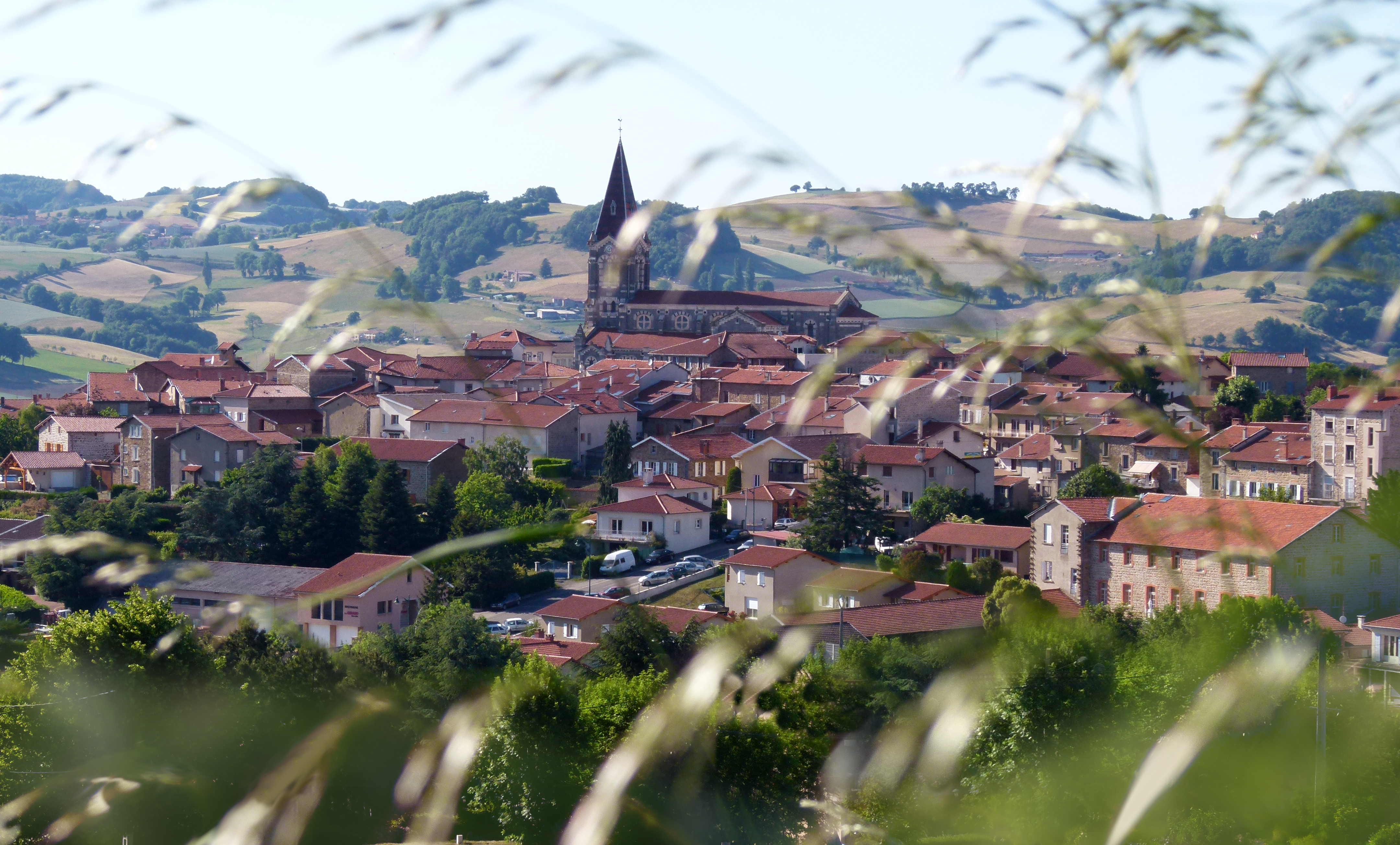
Ein Großteil der Aufnahmen entstand in der französischen Gemeinde Saint-Martin-en-Haut.

Das Drehbuch schickte Ditter an den Produzenten Christoph Menardi von der NEOS Film, mit dem er gemeinsam an der Hochschule für Fernsehen und Film München studiert hatte. Ihre Kommilitonin, die Dramaturgin Jenny Alten, unterstützte die beiden in der Fortentwicklung, musste jedoch wegen einer Schwangerschaft früh aus dem Projekt aussteigen. Der Herstellung übernahm NEOS Film schließlich in Co-Produktion mit der Rat Pack Filmproduktion und Hector Films. Gefördert wurde die Produktion vom FilmFernsehFonds Bayern (FFF Bayern), David Groenewolds GFP II Medienfonds, dem deutsch-französischen Filmförderabkommen Minitraité, Eurimages, Rhône-Alpes Cinema dem Centre National de la Cinématographie (CNC) und der Filmförderungsanstalt (FFA). Das Budget betrug rund zwei Millionen Euro. Französisch für Anfänger fungierte auch als Ditters Abschlussfilm an der HFF München.
Rund zwei Drittel der Motive fanden sich in Frankreich. Die Dreharbeiten dazu fanden vom 1. August bis zum 28. September 2005 in München, Paris, der Gemeinde Saint-Martin-en-Haut südwestlich von Lyon sowie in Saint-Symphorien-sur-Coise statt, welches Ditter bereits bei seinem ersten Besuch zum Hauptdrehort erkoren hatte. Die Bewohner des Ortes unterstützten das Filmteam maßgeblich bei der Produktion. Produktionsbüros wurden in mehreren öffentlichen Gebäuden innerhalb des Ortes eingerichtet. Erschwert wurden die Dreharbeiten durch französische Jugendschutzbestimmungen, welche den Dreh mit den Jungschauspielern nur bis 22 Uhr erlauben. Aufgrund der Vielzahl an Nachtsequenzen wurde vorwiegend mit Ausnahmegenehmigungen gefilmt. Viele Szenen entstanden mittels eines einzigen Takes. Co-Produzent Christian Becker bezeichnete die Aufnahmen im Nachgang als „ein Mittelding zwischen Alptraum aus Wetterkatastrophe und Behördengängelei sowie einem lustigen Ferienlager“.
Die Veröffentlichung des Films erfolgte am 8. Juni 2006 in Deutschland. 

## Filmmusik
Die Musik spielt eine besondere Rolle in diesem Film. Das Lied Aurélie der deutschen Band Wir sind Helden weist gleich zu Beginn auf die Probleme beim deutsch-französischen Rendezvous hin. Neben Aurélie gehören zwei weitere Titel der Band – auch in französischer Sprache – zum Soundtrack des Films. Das Chanson Bonsoir mes amis wurde von dem deutschen Liedermacher Reinhard Mey geschrieben. Die DVD, die am 9. November 2006 erschien, enthält neben den üblichen Extras das Musikvideo Pourquois tu vis der Berliner Sängerin Elke Brauweiler, in dem einige Szenen aus dem Film integriert sind.

### Soundtrack
Der Soundtrack zum Film erschien am 9. Juni 2006 bei Königskinder Schallplatten.
| Nr. | Titel                                 | Interpret          | Länge |
| --- | ------------------------------------- | ------------------ | ----- |
| 1.  | Französisch Für Anfänger Suite Part 1 | Philipp F. Kölmel  | 1:16  |
| 2.  | Nur ein Wort                          | Wir sind Helden    | 3:55  |
| 3.  | Revolution No 1                       | Urban Delights     | 4:15  |
| 4.  | If I Had No Rules                     | Super 700          | 2:48  |
| 5.  | Les Champs-Elysees                    | Elke Brauweiler    | 3:58  |
| 6.  | Pourquoi tu vis (Porque te va)        | Elke Brauweiler    | 3:24  |
| 7.  | Ne m'appelle pas ta biche             | Stereo Total       | 1:54  |
| 8.  | Bonsoir Mes Amis                      | Reinhard Mey       | 2:25  |
| 9.  | Oh Yeah, Alright                      | One-Two            | 3:40  |
| 10. | Aline                                 | Christophe         | 2:50  |
| 11. | Apply Some Pressure                   | Maxïmo Park        | 3:20  |
| 12. | Sexy Girl                             | 2raumwohnung       | 3:41  |
| 13. | Rock 'n' Roll Star                    | Urban Delights     | 3:50  |
| 14. | Laisse tomber les filles              | Elke Brauweiler    | 3:02  |
| 15. | Recent Changes                        | Super 700          | 4:49  |
| 16. | Tango Schawasano                      | Schultze & Schmidt | 2:54  |
| 17. | As Long As You Want Me to             | The Blind Samurai  | 2:15  |
| 18. | Dance Your Troubles Away              | Up, Bustle & Out   | 4:06  |
| 19. | Si seulement                          | The Blind Samurai  | 2:20  |
| 20. | People                                | Super 700          | 2:12  |
| 21. | Le vide                               | Wir sind Helden    | 3:31  |
| 22. | Französisch Für Anfänger Suite Part 2 | Philipp F. Kölmel  | 4:16  |

## Kritik
Filmz.de befand Französisch für Anfänger als „erfrischenden Gute-Laune-Film über Freundschaft, erste Liebe und Eifersucht. Nicht nur Jugendliche wird die Mischung aus Culture-Clash und Liebesgeschichte begeistern.“ Mit den beiden „Hauptdarstellern François Göske und Paula Schramm konnte der junge Regisseur und Drehbuchautor Christian Ditter zwei erstklassige Nachwuchsschauspieler gewinnen, die das Lebensgefühl der ersten Liebe mit ungewolltem Witz aufrichtig vermitteln können. Erinnerungen an weiche Knie, Herzrasen und Flugzeuge im Bauch werden sofort wieder wach“.

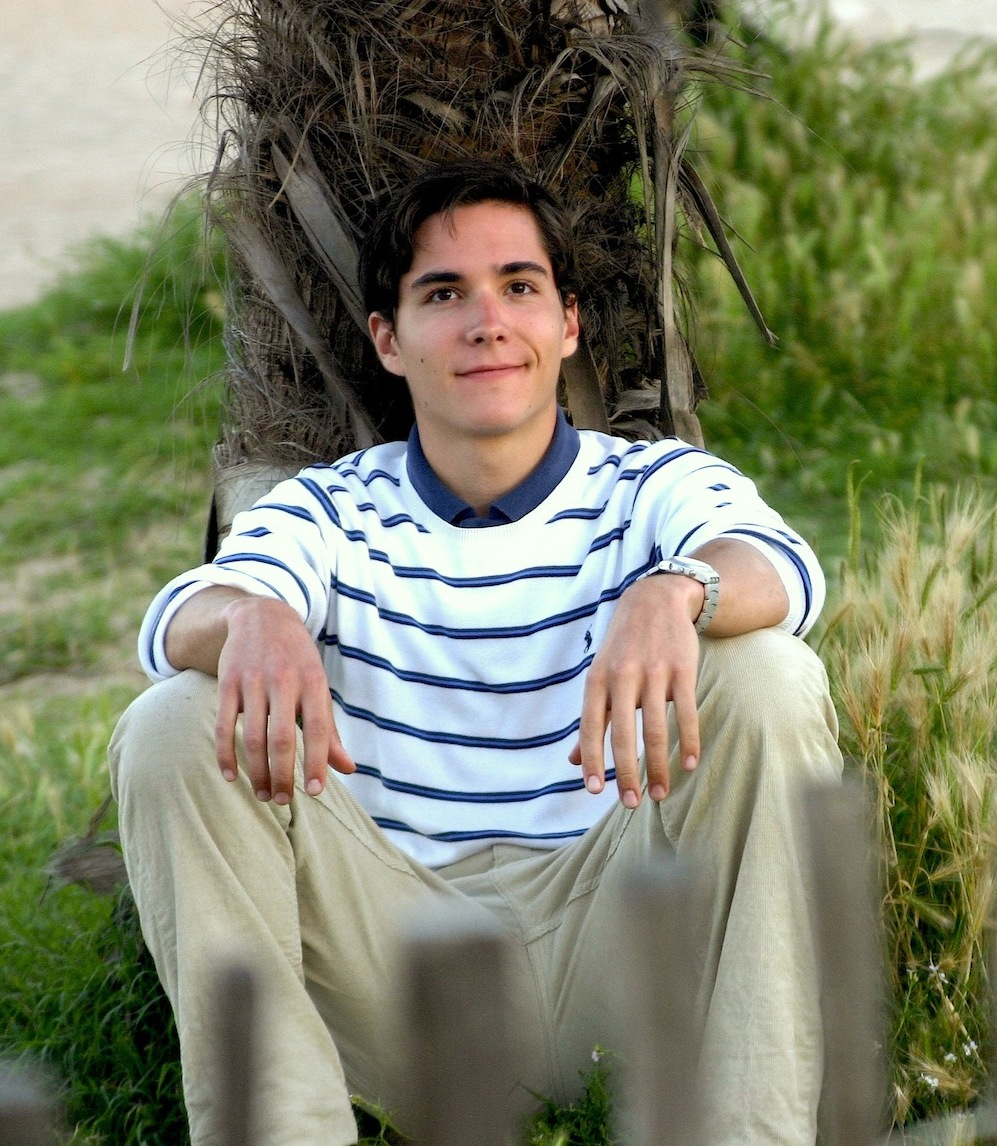
Hauptdarsteller François Goeske und seine Kollegen ernteten positive Kritiken für ihr Spiel im Film.

 Andrea Gläser von Stern.de lobte die Produktion: „Im Gegensatz zu anderen Jugendkomödien schafft es Französisch für Anfänger, die Gefühle der Teenies größtenteils ernst zu nehmen anstatt sich darüber lustig zu machen. Verliebtheit und emotionale Erfahrungen laufen bloßem Sex den Rang ab.“ Sie kritisierte jedoch vor allem die Umsetzung des Endes: „Die finalen Szenen des Films kommen allerdings zu amerikanisch und übertrieben daher - vor allem im Gegensatz zu der bis dahin authentischen Umsetzung. Bis zu dem Zeitpunkt kommt der Film auch bestens mit minimalen und subtilen Mitteln aus.“
Die Zeitschrift Cinema bezeichnete die Produktion als „drollige[n ]Teenie-Ulk für die Wir sind Helden-Generation“, der „auf Humor und Romantik statt auf derbe Zoten“ setze. Der Film funktioniere ungeachtet seiner Zielgruppe „altersunabhängig, weil er mehr als nur plumpe Klischees zu bieten hat. Mit ausgelassener Klassenreise-Stimmung und Hang zu kulturellen Missverständnissen trifft sie meist den richtigen, amüsanten Ton“. Vor allem Hauptdarsteller Göske erweise „sich als komisches Talent“.
„Französisch für Anfänger ist mit seiner nicht immer ganz stimmigen Version der großen Liebe für ein junges Publikum, das noch dazu bereit ist, bei den stetigen Rückschlägen in der Beziehung zwischen Henrik und Valerie voll mitzugehen, durchaus geeignet. Immerhin ist er nicht ungeschickt inszeniert und kramt genug eigene Erfahrungen hervor, als dass man nicht ordentlich mitfiebern könnte“, urteilte Christoph Petersen von Filmstarts.de. „Alle anderen werden sich hingegen viel zu oft an La Boum – Die Fete erinnert fühlen und sich in eine Vorstellung dieses natürlich um Längen besseren Films wünschen.“
„Die Jugend kann ganz schön anstrengend sein, Filme darüber allerdings auch. Was nicht heißen soll, dass Ditters Regiedebüt eine Katastrophe wäre. Vieles ist sogar ausgesprochen gut beobachtet, etwa die vielsagenden Blicke der Teens, die Sprachlosigkeit und die ungelenken Gesten“, urteilte Thomas Krone vom General-Anzeiger. Der Film schöpfe nur „zaghaft aus dem Komik-Potenzial der Mentalitätsunterschiede“. So gerate die „Film-Jumelage trotz amüsanter Momente und sympathischer Darsteller so fad wie pasteurisierter Camembert“.

## Nachwirkung
Der Film feierte am 7. Juni 2006 im Berliner Zoo Palast Premiere und kam nur einen Tag später pünktlich zur Fußball-WM in die deutschen Kinos. Die Produktion zählte bereits nach Ende des ersten Vorführwochenendes 39.711 Besucher in 150 Kinos und erreichte damit hinter The Da Vinci Code – Sakrileg, Das Omen und X-Men: Der letzte Widerstand Platz vier der deutschen Kinocharts. Insgesamt sahen den Film bis Jahresende mehr als 261.657 Kinobesucher. Das Gesamteinspielergebnis in Deutschland betrug rund 1,25 Millionen Euro. Der Film belegte damit Platz 25 der erfolgreichsten deutschen Produktionen des Jahres.